# Guvernementet Erivan

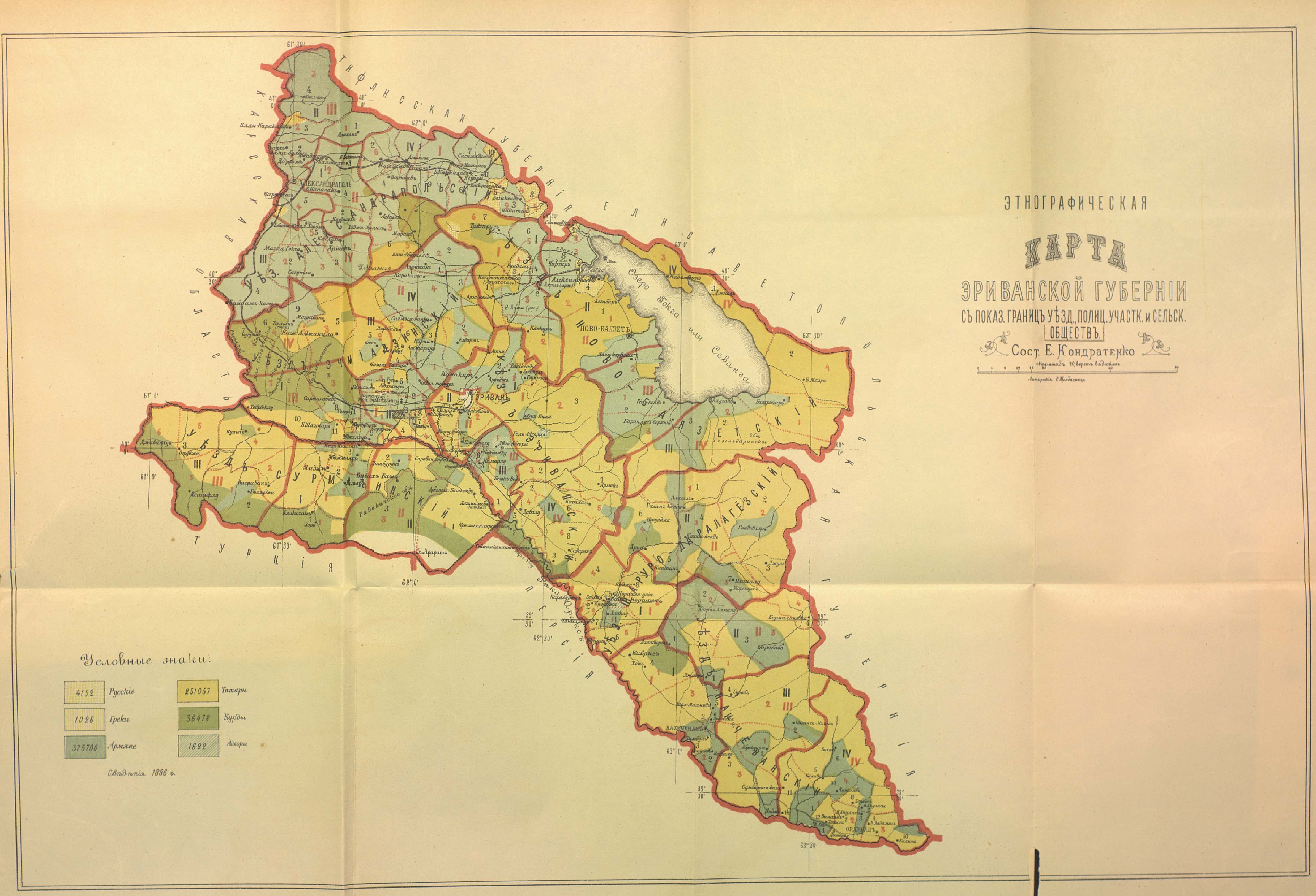
Guvernementet Erivan (1902)

Guvernementet Erivan var ett guvernement i den södra delen av det ryska generalguvernementet Kaukasus, 1850-1917.
Det gränsande mot Osmanska riket och mot Persien. Det hade en yta på 27 830 km² och 892 700 invånare (1904). Landet är en högslätt, över hvilken höjde sig bl. a. Stora och Lilla Ararat och Alagos och som bevattnas av Aras
och dennas många bifloder. Vid norra gränsen ligger Goktja eller Sevansjön. Klimatet var i bergen rått, i dalarna så angenämt, att armenierna förlade paradiset hit. Medelårstemperaturen är i Aralych (över 700 m) 9,1° och i Aleksandropol (1 548 m) 4,6°.
Erivans högslätt var till en del en trädlös stäpp, men ägde, där den var bevattnad, yppiga vete-, majs- och bomullsfält samt härliga vinplanteringar. Bomull, salt, vax och honung utfördes i stora kvantiteter. Provinsen var rik på mineral, särskilt på stensalt. Invånarna var armenier (56 procent), azerbajdzjaner (37,5 procent), kurder (5,9 procent), ryssar (2,1 procent),
greker o. a. De flesta armenier var gregorianska kristna och azerbajdzjanerna mest shiitiska muslimer (endast 30 000 sunniter).